# Harrison Bryant
Harrison Bryant (Macon, 23 aprile 1998) è un giocatore di football americano statunitense che milita nel ruolo di tight end per i Houston Texans della National Football League (NFL).

## Carriera

### Cleveland Browns
Bryant al college giocò a football alla Florida Atlantic University dove nell'ultima stagione fu premiato unanimemente come All-American e vinse il John Mackey Award come miglior tight end del college football. Fu scelto nel corso del quarto giro (115º assoluto) del Draft NFL 2020 i Cleveland Browns. Il 20 maggio 2020 firmò il suo contratto quadriennale da rookie con i Browns.
Bryant debuttò come professionista partendo nella gara del primo turno contro i Baltimore Ravens ricevendo un passaggio da 5 yard dal quarterback Baker Mayfield. A fine stagione fu inserito nella formazione ideale dei rookie dalla Pro Football Writers Association (PFWA) dopo aver ricevuto 22 passaggi per 238 yard e tre touchdown disputando 15 partite, di cui 9 come titolare.

### Las Vegas Raiders
Il 14 marzo 2024 firmó da free agent un contratto annuale da 3,25 milioni di dollari con i Las Vegas Raiders. Nella stagione in cui il rookie Brock Bowers si mise in evidenza, Bryant non ebbe molto spazio in campo, collezionando complessivamente 13 presenze, di cui tre come titolare, con nove ricezioni per 86 yard e nessun touchdown.

### Philadelphia Eagles
Il 14 marzo 2025 Bryant firmò per un anno a 2 milioni di dollari con i Philadelphia Eagles.

### Houston Texans
Il 18 agosto 2025 Bryant fu scambiato dagli Eagles con gli Houston Texans.

## Palmarès
- PFWA All-Rookie Team - 2020

## Statistiche

### Stagione regolare
| Stagione | Stagione | Stagione | Stagione | Ricezioni | Ricezioni | Ricezioni | Ricezioni | Ricezioni |     | Fumble | Fumble |
| Anno     | Squadra  | P        | PT       | Ric       | Yard      | Media     | Max       | TD        | Fmb | Persi  |        |
| -------- | -------- | -------- | -------- | --------- | --------- | --------- | --------- | --------- | --- | ------ | ------ |
| 2020     | CLE      | 15       | 9        | 24        | 238       | 9,9       | 35        | 3         | 2   | 2      |        |
| 2021     | CLE      | 16       | 3        | 21        | 233       | 11,1      | 41        | 3         | 0   | 0      |        |
| 2022     | CLE      | 17       | 9        | 31        | 239       | 7,7       | 30        | 1         | 0   | 0      |        |
| 2023     | CLE      | 17       | 9        | 13        | 81        | 6,2       | 23        | 3         | 1   | 1      |        |
| 2024     | LV       | 13       | 3        | 9         | 86        | 9,6       | 18        | 0         | 0   | 0      |        |
| Totale   | Totale   | 78       | 33       | 98        | 877       | 8,9       | 41        | 10        | 3   | 3      |        |

### Play-off
| Stagione | Stagione | Stagione | Stagione | Ricezioni | Ricezioni | Ricezioni | Ricezioni | Ricezioni |     | Fumble | Fumble |
| Anno     | Squadra  | P        | PT       | Ric       | Yard      | Media     | Max       | TD        | Fmb | Persi  |        |
| -------- | -------- | -------- | -------- | --------- | --------- | --------- | --------- | --------- | --- | ------ | ------ |
| 2020     | CLE      | 2        | 1        | 0         | 0         | 0,0       | 0         | 0         | 0   | 0      |        |
| 2023     | CLE      | 1        | 0        | 4         | 65        | 16,3      | 47        | 0         | 0   | 0      |        |
| Totale   | Totale   | 3        | 1        | 4         | 65        | 16,3      | 47        | 0         | 0   | 0      |        |

Fonte: Football Database
Statistiche aggiornate alla stagione 2024